# Bernat Montagud Piera
Bernat Montagud Piera (Alzira, 1947) doctor en Ciències Històriques, catedràtic de Geografia i Història i acadèmic de Belles Arts.

## Carrera
Educat en els jesuïtes de València i els franciscans de Carcaixent, Bernat Montagud va estudiar a la Universitat de València obtenint el grau de doctor en 1974 amb la seua tesi sobre el pintor Segrelles. En l'actualitat es troba jubilat. Ha estat docent en la pròpia Universitat de València i en diversos col·legis i instituts del País Valencià i el País Basc, exercint en els últims anys el seu magisteri en la Universitat Nacional d'Educació a Distància i en el IES Rei En Jaume d'Alzira. Col·labora amb la Conselleria d'Educació i Cultura de la Generalitat Valenciana en projectes d'innovació i formació educativa i és membre de l'Associació Espanyola de Crítics d'Art i de la Reial Acadèmia de Belles Arts de Sant Carles.
Col·labora assíduament en articles de caràcter divulgatiu sobre Història, tradicions i costums en premsa escrita i ràdio, treballant com guionista en documentals i participant en tertúlies literàries com El Faro de Alejandría i en les comissions falleres Teodoro Andreu 1988, Aben Tomlús 2000 i Centenario de Entre Naranjos de Vicente Blasco Ibáñez, 2000.
Com a historiador ha publicat diverses obres, unes circumscrites a la seua ciutat natal, com "Alzira, mito, leyenda, historia" en 1980 o "Alzira, Estudios artísticos" en 1989 i altres de temàtica valenciana como "Monasterios Valencianos (Valldigna, Cotalba, Llutxent)" en 1983, o la "Gran Enciclopèdia Valenciana" en 1990.

## Montagud Novel·lista
És en la seua vessant d'escriptor de novel·la amb la que el professor Montagud ha pres notorietat, havent editat amb gran èxit de crítica i públic "Alyazirat" 1994, "El Alcázar de las Sombras. ¿Quién mató a Velázquez?" 1999, "Don Carlos, príncipe de tinieblas" 2002 i "El banquero de Dios" 2006.

## Obra
- Montagud, Bernat. El banquero de Dios.  Algar, 2006, p. 360. ISBN 978-84-96514-83-6.

- Montagud, Bernat. Don Carlos, príncipe de tinieblas.  Algar, 2002, p. 232. ISBN 978-84-95722-04-1.

- Montagud, Bernat. El Alcázar de las Sombras. ¿Quién mató a Velázquez.  Algar, 1999, p. 304. ISBN 978-84-923853-4-8.

- Franco, Josep; Jarque, Francesc; Montagud, Bernat. Bancaja; Generalitat Valenciana. Les Ciutats Valencianes, 1998. ISBN 978-84-89413-76-4.
- Montagud, Bernat. Ajuntament de València. Alyazirat, 1994, p. 197. ISBN 9788488639233.
- Montagud, Bernat. Ajuntament d'Alzira. Ruta cultural por la Ribera del Xúquer, 1991. ISBN 84-88689-06-3.
- Montagud, Bernat. Gran Enciclopèdia Valenciana, 1990.
- Montagud, Bernat. Alcira. Estudios Artísticos, 1989-1990.
- Montagud, Bernat. Catálogo de Monasterios y Conjuntos de la Comunidad Valenciana, 1983.

- Montagud, Bernat. Monasterios valencianos (Valldigna, Cotalba, Llutxent), 1983.
- Montagud, Bernat. Ajuntament d'Alzira. Teodoro Andreu Sentamans: biografía pictórica (1870-1935), 1983. ISBN 84-300-8905-0.
- Montagud, Bernat. Alzira. Arte en su Historia, 1981.
- Montagud, Bernat. IES Rei En Jaume, Alzira. Alzira, Mito, Leyenda, Historia, 1981, p. 192. ISBN 84-300-3813-2.

## Premis i guardons
- Premi de Literatura Alfons el Magnànim, 1998.
- Premi de Novel·la Azorín, 1998.
- Finalista Premi de Narrativa Ciutat de València, 1992.
- Premi de Narrativa Juan Gil Albert, 1992.
- Finalista Premi València de Literatura-Biografia, 1979.
- Medalla d'Or de la Ciutat d'Alzira, 1993.